# Idephrynus scaber
Idephrynus scaber är en skalbaggsart som beskrevs av Bates 1881. Idephrynus scaber ingår i släktet Idephrynus och familjen långhorningar. Inga underarter finns listade i Catalogue of Life.